# Войцех Кучок
Войцех Кучок (пол. Wojciech Kuczok, 18 жовтня 1972, Хожув) — польський поет, прозаїк, сценарист, кінокритик.

## Біографія
Народився 18 жовтня 1972 року в місті Хожув, Польща.  

## Творчість

### Книги
- Opowieści samowite, 1996
- Larmo, 1998
- Opowieści słychane, 1999
- Szkieleciarki, 2002
- Gnój, 2003 / укр. пер. 2007
- Widmokrąg, 2004
- Opowieści przebrane, 2005
- To piekielne kino, 2006
- Senność, 2008

### Сценарії
- «Удари» (2004)
- «Сонливість» (2008)

## Український переклад
- «Гівнюк» (Львів: Кальварія, 2007)

## Нагороди
- Паспорт Політики (2003)
- Літературна нагорода «Ніке» (2004)
- Краківська книжка місяця (березень 2004) – тоді мешкав у Кракові

## Інтерв'ю
- Войцех Кучок: «Нагороди дають змогу займатися літературою фахово»[недоступне посилання з червня 2019] («ЛітАкцент», 22 квітня 2008 р.)